# Rosa del deserto

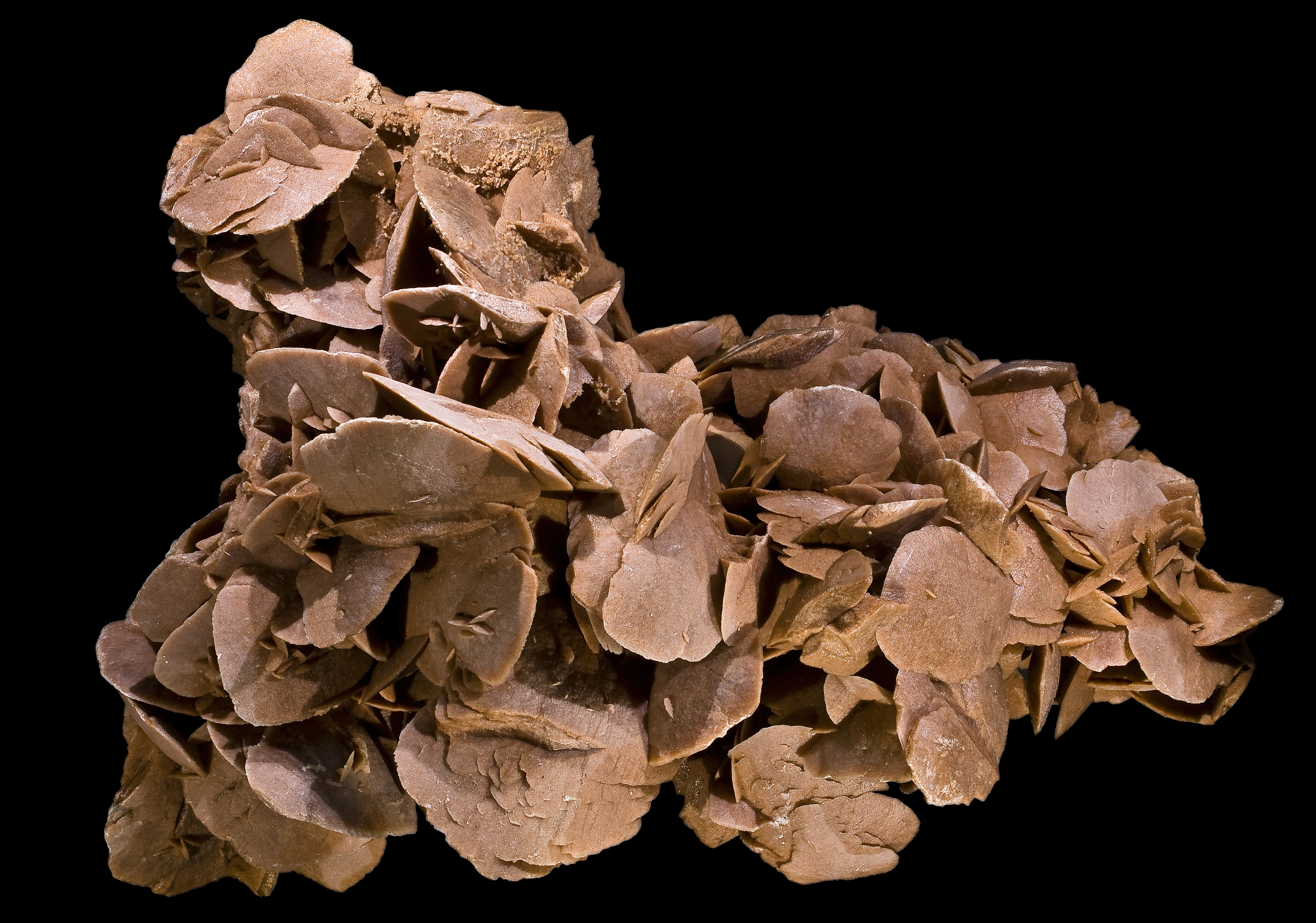
Una rosa del deserto

La rosa del deserto è una formazione sedimentaria comune nei paesi desertici. Di colore che sfuma dall'arancione al giallo-ocra è un aggregato di cristalli di gesso che si forma in ben determinate condizioni ambientali e climatiche.

## Abito cristallino

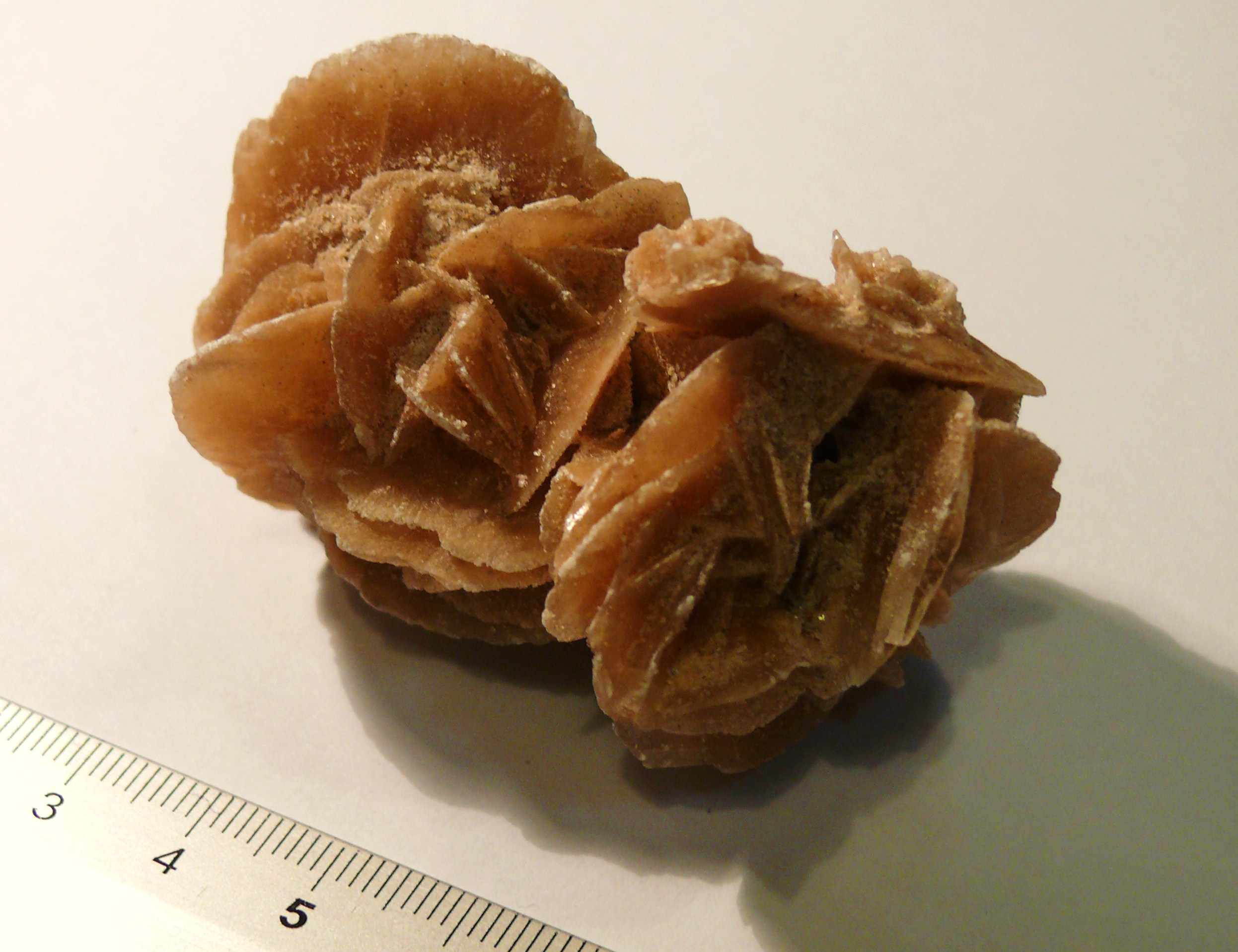
Rosa del deserto, campione proveniente dalla Tunisia

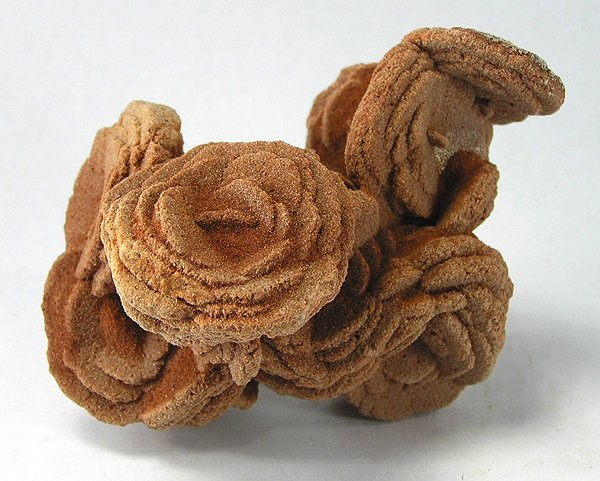
Rosa del deserto di barite, campione proveniente dall'area del lago Thunderbird nella contea di Cleveland (Oklahoma)

Il gesso che compone le rose del deserto cristallizza nel sistema monoclino in aggregati a forma di lente in cristalli piatti più sottili alle estremità.

## Origine e giacitura
Il minerale ha genesi sedimentaria. Perché questo minerale si formi, servono almeno due condizioni fondamentali: presenza di un giacimento evaporitico gessoso e clima arido. Nel deposito evaporitico sito nel sottosuolo a una certa profondità giunge dell'acqua freatica (cioè sgorgante o filtrante dal sottosuolo) o di acqua piovana che sciolgono il solfato di calcio.
La soluzione risultante tende man mano a risalire verso la superficie per il principio della capillarità e giunta a una certa profondità prossima alla superficie, l'acqua comincia a evaporare facendo cristallizzare il gesso. Risalite successive e continue evaporazioni permettono la crescita dei cristalli fino a dimensioni decimetriche.

## Località di ritrovamento

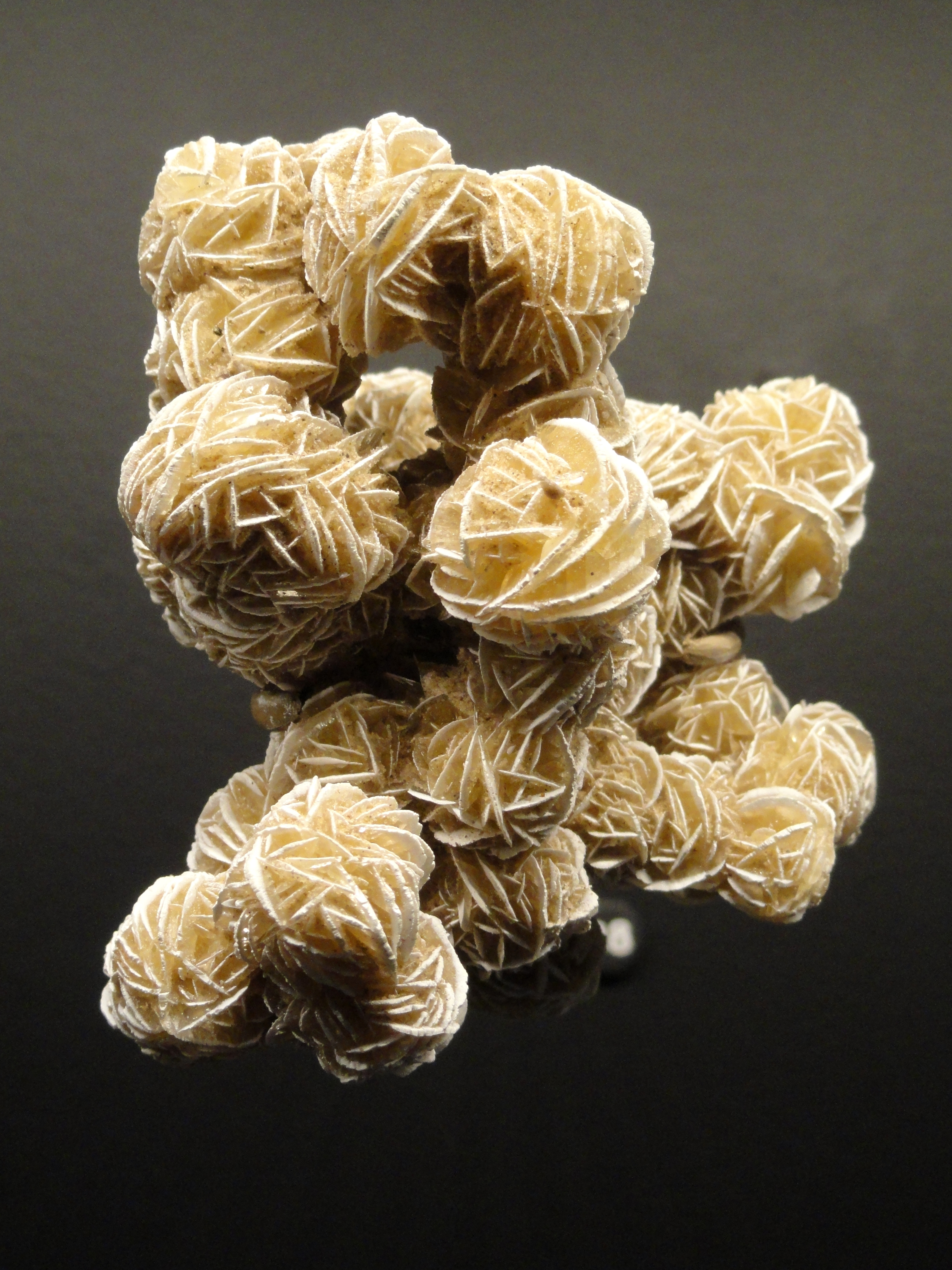
Rosa del deserto di gesso, campione proveniente dal deserto di Chihuahua (Messico)

I depositi più famosi sono quelli del Sahara tra cui sono degni di nota: El Oued e Touggourg in Algeria e Zuara in Libia, altre località rilevanti sono in Tunisia, in Marocco. Le rose del deserto sono reperibili anche nei deserti statunitensi del Nuovo Messico e dell'Arizona. Forme simili alle rose del deserto sono reperibili delle argille dell'Appennino emiliano tra cui a Castel de' Britti nella città metropolitana di Bologna.

## Commercio
I nomadi del deserto sono i principali ricercatori e raccoglitori delle rose deserto, che vendono ai turisti ottenendone un piccolo guadagno. La ricerca e raccolta dipende dalle condizioni in cui la rosa si trova nel terreno.
Nelle situazioni più favorevoli le rose si trovano direttamente affioranti in superficie, liberate dalla sabbie ad opera del vento, e se non sono raccolte subito dopo il loro disseppellimento naturale le piogge portano il gesso in soluzione sfaldandone il cristallo. Viceversa se gli aggregati dei cristalli sono presenti nelle condizioni originarie genetiche, sono sepolti sotto alcuni metri di sabbia e vengono individuati sondando l'immediato sottosuolo con sonde metalliche.
Una volta individuato il giacimento, il raccoglitore scava un tunnel, che solitamente raggiunge la quota a cui la sabbia è umida, fino a raggiungere il minerale onde poterlo estrarre con i cristalli ancora intatti.